# اورلیا نیاپولیس
اورلیا نیاپولیس، یا نیاپولیس (یونانی باستان: Νεάπολις)، یک شهر در کاریای باستان، بین ارتوسیا و آفرودیسیاس، در پای کوه کادموس، در همسایگی هارپاسا بود. در زمان روم، نامش به اورلیا نیاپولیس تغییر نام داد.
مرکز آن در نزدیکی شهر امروزی اینبولو، ترکیه واقع شده‌است.